# نراوا
نراوا (به انگلیسی: Narrawa) یک منطقه مسکونی در استرالیا است که در نیو ساوت ولز واقع شده‌است.